# Caucasian Review of International Affairs
Caucasian Review of International Affairs (CRIA) es una revista internacional en línea que abarca los países del Cáucaso y los problemas las relaciones internacionales actuales. CRIA se publica cuatro veces al año en inglés. 

## Descripción
El Caucasian Review of International Affairs (CRIA), anteriormente conocido como el Caucasian Journal of European Affairs, comenzó a publicarse en 2006. Después de una breve pausa la revista se publica desde enero de 2008 en un nuevo formato y con una página web actualizada. 
CRIA es una revista trimestral, gratis, sin fines de lucro y en línea. Los artículos publicados en el CRIA están sujetos a revisión por pares. La revista se ha comprometido a promover una mejor comprensión de los asuntos regionales mediante el suministro de profunda investigación y el análisis, en lo que respecta al Cáucaso, en general, y Cáucaso del Sur en particular. CRIA también publica artículos lúcidos y bien documentados sobre todos los aspectos de los asuntos internacionales de todos los puntos de vista políticos. 
CRIA publica artículos científicos de reconocidos académicos, los comentarios de actuales y antiguos políticos, embajadores, reseñas de libros y entrevistas.